# Johannes Bartholomæus Bluhme
Johannes Bartholomæus Bluhme (født 1. november 1681, død 26. oktober 1753) var en dansk hofpræst, far til Christopher Bluhme. 
Bluhme blev født i Tønder, hvor faderen, Christopher Bluhme, var rektor; moderen hed Cathrine Thomsen. Han blev undervist af faderen, til han 1700 tog til Universitetet i Rostock. Efter at have opholdt sig her i to år rejste han til København for at øve sig i det danske sprog, "som i Amtet Tønder til gejstlige Betjeninger er højst fornødent". Professor Fecht i Rostock havde anbefalet ham til den lærde Johannes Brunsmand, præst ved Vartov og forfatter af Kjøge Huskors. Denne tog sig også af ham og flyede ham bland andet Speners og Franckes skrifter. I København tog han attestats og prædikede første gang på dansk. Efter et ophold i Tønder drog han 1704 til Kiel, hvorfra faderen det næste forår måtte hente ham syg hjem. Han lå i 17 uger mellem liv og død; i denne korsets skole lærte Gud ham mere til hans sjæls salighed, end han havde lært på universitetet, det var hans fulde og faste overbevisning. 
Efter en prøveprædiken valgtes han 1707 til præst i Borne (på tysk Bohren) i Angel, og efter en og anden vanskelighed blev han ordineret af generalsuperintendent Dr. Muhlius. Samme år ægtede han Ida Amalie, datter af pastor Georg Jønsius i Borne. Efter at han havde afslået flere kaldelser, blev han 1728 første præst ved Mariekirken i Rensborg. Men året efter hørte Frederik IV ham her, hvorefter han stævnedes til Odense for atter at prædike for kongen, som derpå kaldte ham til tysk hofprædikant i steden for Conradi. Da Christian VI 1733 afskedigede sin konfessionarius Johan Frauen, fik Bluhme hans embede, men ikke titelen.
Bluhme tilhører helt den halleske skole og må anses for en ægte discipel af Spener og Francke. Samtidig med at han kaldedes til konfessionarius, kom grev Zinzendorf til København og fremkaldte den stærke religiøse bevægelse, der udmærker dette tidsrum. Bluhme sluttede sig helt til den, og ved sit nære forhold til kongen fik han den største indflydelse på de foranstaltninger, hvorved denne søgte dels at lede opvækkelsen, dels at dæmme for den, når den brød ud i separatisme. Kongen rådførte sig i disse sager bestandig med Bluhme, hvem han ærede og elskede som en fader. 
Denne har ofte søgt at formilde kongen, når han fandt, at dennes vrede gik for vidt. Det er et træk, som kun kan hædre en konfessionarius, at han havde mod til at formane kongen til en mildere fremgangsmåde mod hans faders enke, Anna Sophie Reventlow; thi dette var ganske vist at røre ved et ømt sted. Ligeledes bad han for sin afskedigede formand, at kongen vilde tilgive ham, uagtet han netop var bleven fjærnet for sine utilbørlige prædikener mod pietisterne. Endelig fandt også den hårdt forurettede orlogskapitajn Frederik Christopher Lütken en talsmand i ham, så Lütken, der var afskediget uden pension, fik en ny ansættelse.
I året 1735 blev J.L. Holstein, der tilhørte den pietistiske retning, oversekretær i det Danske Kancelli, og fra nu af fik Bluhme indflydelse på mange offentlige foranstaltninger. Allerede tidligere havde han bevirket, at der ansattes kateketer ved de københavnske kirker. Efter at kongens forrige lærer, konferensråd J.W. Schrøder, havde gjort forslag til konfirmationens indførelse, blev det overdraget ham og Bluhme at udarbejde anordningen derom 1736. Da Generalkirkeinspektionskollegiet blev oprettet 1737, blev han et indflydelsesrigt medlem af det, ligesom han havde sæde både i den forberedende og den endelige kommission, der udarbejdede anordningen for almueskolevæsenet i Danmark og Norge af 1739, men som tillige det følgende år måtte tilråde at indskrænke disse anordninger væsentlig, da de forudsætninger, hvorpå de vare byggede, ikke holdt stik. 
Som medlem af Generalkirkeinspektionen måtte Bluhme deltage i de bestræbelser, som især efter 1740 gjordes for at standse de separatistiske bevægelser, der udbrød både i Danmark, Norge og Holsten. Medens biskop Hersleb arbejdede ivrig for at sætte skranker for disse, modsatte Bluhme sig de dertil sigtende foranstaltninger så længe som muligt; det var hans overbevisning, at det var uret at anvende verdslig tvang i åndelige sager, og at separatisterne vel måtte lade sig tale til rette, når præsterne kun anvendte flid og omhu nok herpå. Men netop denne forudsætning bristede bestandig. 
Separatismen optraadte i mere og mere uhyggelige former, og det viste sig nødvendigt enten at tilstå en virkelig religionsfrihed, hvad ingen, heller ikke Bluhme, tænkte på, eller at lade statsmagten træde til for at opretholde kirkens enhed. Bluhme gik derfor til sidst, om end kun modstræbende, ind på de ovenfor omtalte foranstaltninger, der også ganske rigtig kom til at betegne slutningen af den pietistiske eller, som den måske rettere burde kaldes, herrnhutiske bevægelse. 
Bluhmne er kommet til at stå for eftertiden som en inkarnation af bigotteri, næsten som Christian VI’s onde ånd, der fik skyld for hele det pietistiske præg, denne konge yndede at påtrykke folket, og der er vidnesbyrd nok om, at hans samtidige heller ikke have set på ham med venlige øjne. I hvad der her er meddelt om ham, vil der ikke findes nogen grund til at fælde en sådan dom over ham. Men den store indflydelse, han udøvede, var i en mærkelig grad underjordisk; den føltes alle vegne, uden at han selv fremtrådte, hverken for at kræve æren eller for at bære ansvaret for, hvad der skete. 
Han var en mand, der nok ønskede at have indflydelse, men som ikke brød sig om at have den stilling, som svarede dertil. Derfor blev han heller aldrig virkelig konfessionarius, men nøjedes i en tid, da rangsygen ellers grasserede så stærkt, med en hofprædikants rang. Så  priseligt nu end dette kunde være, var det ikke så underligt, at det vakte misfornøjelse, at en mand, der hverken ved sin stilling var berettiget dertil, eller som trådte frem for at bære ansvaret, havde den største indflydelse på afgørelsen af alle kirkelige sager. 
Når kongen i de bevægede år 1732-34 ofte sendte Kancelliet egenhændige kladder til de reskripter, der skulde udfærdiges, mente man, formodentlig med rette, at Bluhme stod bag ved; det samme var tilfældet, da pietismens uforsonlige modstander, præsten ved Nicolai Kirke, Hans Mossin, dømtes fra sit embede, og ved mange andre lejligheder; men en sådan indflydelse måtte være så meget betænkeligere, som Christian VI var en mistænksom mand, der gerne ad omveje ville skaffe sig underretning om personer og forhold. 
Dertil kom, at Bluhme frem for alt var kongens rådgiver ved embedsbesættelser, og her er det utvivlsomt, både at han er optrådt som en ensidig partimand, der foretrak pietister ved enhver lejlighed, og at han ikke har haft menneskekundskab nok til at bedømme, hvor fromheden var oprigtig, og hvor den var en kappe, der kunde vendes efter hofvinden, ligesom de mænd, der på hans anbefaling bleve ansatte, langtfra altid gjorde fyldest i embederne. 
Men selv om han, hvad der sikkert som oftest var tilfældet, anbefalede værdige og dygtige kandidater, pådrog han sig alle deres uvilje, der med eller uden hans skyld bleve tilsidesatte. Det var en af Kirkekollegiets tanker at danne et seminarium theologicum, det vil sige en fortegnelse over værdige kandidater; den blev aldrig udført officielt; men i virkeligheden har Bluhme haft en sådan fortegnelse, og det var ikke til skade for dem, der stod på hans liste.
Da Christian VI lå for døden på Hirschholm, sendtes der bud efter Bluhme; men kongen var død, før han nåede slottet. I den ligtale, han holdt over ham, har han sat ham et smukt minde. Under Frederik V blev hans stilling i det udvortes uforandret; han vedblev endog, i det mindste en tid, at give kongen kandidatlister; men efterhånden måtte han miste sin indflydelse. Af skrifter har han kun efterladt en disputats og to klageprædikener over Christian VI og dronning Louise.